# Lepidopilum subsubulatum
Lepidopilum subsubulatum är en bladmossart som beskrevs av Geheeb och Georg Ernst Ludwig Hampe 1879. Lepidopilum subsubulatum ingår i släktet Lepidopilum och familjen Daltoniaceae. Inga underarter finns listade i Catalogue of Life.